# マイネルチャールズ
マイネルチャールズ（欧字名:Meiner Charles、2005年4月27日 - ）は、日本の競走馬、誘導馬。主な勝ち鞍に2008年の弥生賞、京成杯。
サラブレッドクラブ・ラフィアンの出資馬であり、募集価格は3000万円（15万円×200口）。

## 経歴

### 2歳時（2007年）
デビューは2007年10月20日で柴山雄一騎手が騎乗。スタートで出負けして、4着に敗れる。2戦目の未勝利戦では、柴山騎手が騎乗停止のために松岡正海騎手が騎乗。先行し、直線外から伸びてきたサトノプログレスとの一騎討ちになるが、再び伸び返して初勝利。続く12月の葉牡丹賞では2着に終わったが、ホープフルステークスではブラックシェルに一旦まくられながら直線内からしぶとく差し返して2勝目を挙げた。

### 3歳時（2008年）
2008年1月20日、年明け初戦の京成杯では直線進路が狭くなるが、わずかな隙間から鋭い伸び脚で伸び勝利を掴み重賞初勝利、さらに弥生賞では、スローペースの2番手から直線楽に抜け出して勝利し重賞を連勝。これで中山2000メートル芝の競走は3連勝。皐月賞では1番人気で出走したが、中団からキャプテントゥーレの逃げを捉えることができず、タケミカヅチのイン差しにも遭い3着に敗れた。その後、6月1日の日本ダービーに出走、2番人気に支持されたが、直線伸びきれず、ディープスカイの4着に敗れた。秋は札幌記念から始動、再び2番人気に支持されるも、ペースが上がったところでついていくことができず、直線も伸びず6着に終わり、初めて掲示板を外す結果となった。その後、菊花賞トライアルセントライト記念に出走したが、ゴール直前でダイワワイルドボアに差し切られ、2着に敗れた。本番の菊花賞では直線インを突いて一時は先頭に躍り出るがそのあと伸び脚を欠き、オウケンブルースリの5着に敗れた。その後、軽い屈腱炎を発症していることが発覚し、ビッグレッドファームに放牧に出された。

### 4歳時（2009年）
2009年7月26日、函館記念で9ヶ月ぶりに復帰。1番人気に支持され先団からレースを進めたが、直線で伸びを欠き12着と敗れ、人気を大きく裏切る結果となってしまった。続く9月27日のオールカマーでは終始後方のまま見せ場がなく10着と大敗した。その後、脚部不安を発症し休養に入った。

### 5歳以降（2010年-2011年）
2010年10月16日のアイルランドトロフィーで復帰、中団待機も直線で力尽きてしまい14着と殿負けに終わった。続く11月20日の福島記念では見せ場がなく9着に敗れた。その後、2011年6月、屈腱炎を再度発症したことから引退。6月4日付けで競走馬登録を抹消された。

### 引退後
引退後は中山競馬場で誘導馬となり、2012年と2017年の弥生賞では出走馬を誘導した。
2022年に誘導馬を引退し、中山競馬場を退厩。兵庫県三木市のMIKIホーストレックに移動し、マイネルレコルト、モンテクリスエスらと繋養されていた。なお、2025年7月時点で名簿から削除されており、現在の動向は不明。

## 競走成績
| 年月日 | 年月日 | 年月日 | 競馬場 | 競走名           | 格      | 頭数 | オッズ （人気） | 着順 | 騎手     | 斤量 (kg) | 距離（馬場）  | タイム （上り3F） | 時計 差 | 勝ち馬/（2着馬）     |
| 2007   | 10.    | 20     | 東京   | 2歳新馬          |         | 9    | 3.0（2人）      | 4着  | 柴山雄一 | 55        | 芝1800m（稍） | 1:51.7 (34.3)     | -0.2    | ロスペトリュス       |
|        | 11.    | 10     | 東京   | 2歳未勝利        |         | 8    | 3.0（2人）      | 1着  | 松岡正海 | 55        | 芝1800m（稍） | 1:49.7 (35.3)     | -0.3    | （サトノプログレス） |
|        | 12.    | 1      | 中山   | 葉牡丹賞         | 500万下 | 10   | 2.8（1人）      | 2着  | 松岡正海 | 55        | 芝2000m（良） | 2:03.4 (34.8)     | 0.2     | ミステリアスライト   |
|        | 12.    | 23     | 中山   | ホープフルS      | OP      | 9    | 3.5（2人）      | 1着  | 松岡正海 | 55        | 芝2000m（稍） | 2:03.9 (36.3)     | -0.1    | （ブラックシェル）   |
| 2008   | 1.     | 20     | 中山   | 京成杯           | JpnIII  | 16   | 4.2（1人）      | 1着  | 松岡正海 | 56        | 芝2000m（稍） | 2:02.9 (35.9)     | 0.0     | （ベンチャーナイン） |
|        | 3.     | 9      | 中山   | 弥生賞           | JpnII   | 16   | 4.7（2人）      | 1着  | 松岡正海 | 56        | 芝2000m（良） | 2:01.8 (35.1)     | -0.1    | （ブラックシェル）   |
|        | 4.     | 20     | 中山   | 皐月賞           | JpnI    | 18   | 3.1（1人）      | 3着  | 松岡正海 | 57        | 芝2000m（良） | 2:02.1 (35.0)     | 0.4     | キャプテントゥーレ   |
|        | 6.     | 1      | 東京   | 東京優駿         | JpnI    | 18   | 6.1（2人）      | 4着  | 松岡正海 | 57        | 芝2400m（良） | 2:27.1 (35.0)     | 0.4     | ディープスカイ       |
|        | 8.     | 24     | 札幌   | 札幌記念         | JpnII   | 11   | 3.4（2人）      | 6着  | 松岡正海 | 54        | 芝2000m（良） | 1:59.5 (35.8)     | 0.9     | タスカータソルテ     |
|        | 9.     | 21     | 中山   | セントライト記念 | JpnII   | 18   | 3.1（1人）      | 2着  | 松岡正海 | 56        | 芝2200m（稍） | 2:14.7 (35.5)     | 0.1     | ダイワワイルドボア   |
|        | 10.    | 26     | 京都   | 菊花賞           | JpnI    | 18   | 6.6（2人）      | 5着  | 松岡正海 | 57        | 芝3000m（良） | 3:06.5 (35.7)     | 0.8     | オウケンブルースリ   |
| 2009   | 7.     | 26     | 札幌   | 函館記念         | GIII    | 16   | 5.7（1人）      | 12着 | 松岡正海 | 57        | 芝2000m（良） | 2:01.7 (36.3)     | 1.1     | サクラオリオン       |
|        | 9.     | 27     | 中山   | オールカマー     | GII     | 15   | 10.9（4人）     | 10着 | 松岡正海 | 57        | 芝2200m（良） | 2:12.5 (34.2)     | 1.1     | マツリダゴッホ       |
| 2010   | 10.    | 16     | 東京   | アイルランドT    | OP      | 14   | 37.2（9人）     | 14着 | 津村明秀 | 57        | 芝2000m（良） | 2:01.4 (35.8)     | 2.2     | トーセンジョーダン   |
|        | 11.    | 20     | 福島   | 福島記念         | GIII    | 15   | 26.0（9人）     | 9着  | 津村明秀 | 57        | 芝2000m（良） | 1:59.6 (35.8)     | 0.7     | ダンスインザモア     |

## 血統表
| マイネルチャールズの血統（ロベルト系/Nasrullah 6.25% 5 x 5 ） | マイネルチャールズの血統（ロベルト系/Nasrullah 6.25% 5 x 5 ） | マイネルチャールズの血統（ロベルト系/Nasrullah 6.25% 5 x 5 ） | （血統表の出典）        | （血統表の出典） |
| 父 *ブライアンズタイム Brian's Time 1985 黒鹿毛               | 父の父Roberto 1969 鹿毛                                       | Hail to Reason                                                | Turn-to                 | Turn-to          |
| 父 *ブライアンズタイム Brian's Time 1985 黒鹿毛               | 父の父Roberto 1969 鹿毛                                       | Hail to Reason                                                | Nothirdchance           |                  |
| 父 *ブライアンズタイム Brian's Time 1985 黒鹿毛               | 父の父Roberto 1969 鹿毛                                       | Bramalea                                                      | Nashua                  | Nashua           |
| 父 *ブライアンズタイム Brian's Time 1985 黒鹿毛               | 父の父Roberto 1969 鹿毛                                       | Bramalea                                                      | Rarelea                 |                  |
| 父 *ブライアンズタイム Brian's Time 1985 黒鹿毛               | 父の母Kelley's Day 1977 鹿毛                                  | Graustark                                                     | Ribot                   | Ribot            |
| 父 *ブライアンズタイム Brian's Time 1985 黒鹿毛               | 父の母Kelley's Day 1977 鹿毛                                  | Graustark                                                     | Flower Bowl             |                  |
| 父 *ブライアンズタイム Brian's Time 1985 黒鹿毛               | 父の母Kelley's Day 1977 鹿毛                                  | Golden Trail                                                  | Hasty Road              | Hasty Road       |
| 父 *ブライアンズタイム Brian's Time 1985 黒鹿毛               | 父の母Kelley's Day 1977 鹿毛                                  | Golden Trail                                                  | Sunny Vale              |                  |
| 母 *マイネプリテンダー 1995 黒鹿毛                            | 母の父Zabeel 1986 鹿毛                                        | Sir Tristram                                                  | Sir Ivor                | Sir Ivor         |
| 母 *マイネプリテンダー 1995 黒鹿毛                            | 母の父Zabeel 1986 鹿毛                                        | Sir Tristram                                                  | Isolt                   |                  |
| 母 *マイネプリテンダー 1995 黒鹿毛                            | 母の父Zabeel 1986 鹿毛                                        | Lady Giselle                                                  | Nureyev                 | Nureyev          |
| 母 *マイネプリテンダー 1995 黒鹿毛                            | 母の父Zabeel 1986 鹿毛                                        | Lady Giselle                                                  | Valderna                |                  |
| 母 *マイネプリテンダー 1995 黒鹿毛                            | 母の母Giladah 1986 黒鹿毛                                     | Mill Reef                                                     | Never Bend              | Never Bend       |
| 母 *マイネプリテンダー 1995 黒鹿毛                            | 母の母Giladah 1986 黒鹿毛                                     | Mill Reef                                                     | Milan Mill              |                  |
| 母 *マイネプリテンダー 1995 黒鹿毛                            | 母の母Giladah 1986 黒鹿毛                                     | Nouvelle Star                                                 | Luskin Star             | Luskin Star      |
| 母 *マイネプリテンダー 1995 黒鹿毛                            | 母の母Giladah 1986 黒鹿毛                                     | Nouvelle Star                                                 | Bonne Nouvelle F-No.6-b |                  |

- 全姉にフラワーカップ優勝のマイネヌーヴェル、その産駒にに2023年中山大障害・東京ハイジャンプ・2024年阪神スプリングジャンプ勝ち馬のマイネルグロン。
- 半兄に中山グランドジャンプ優勝のマイネルネオス。
- 全兄にシリウスステークス優勝のマイネルアワグラス。
- 母はオーストラリア産馬で、その半姉スターオブヌーヴェルは豪G2レイスリングスリッパートライアルの優勝馬。